# Andrea Blackett

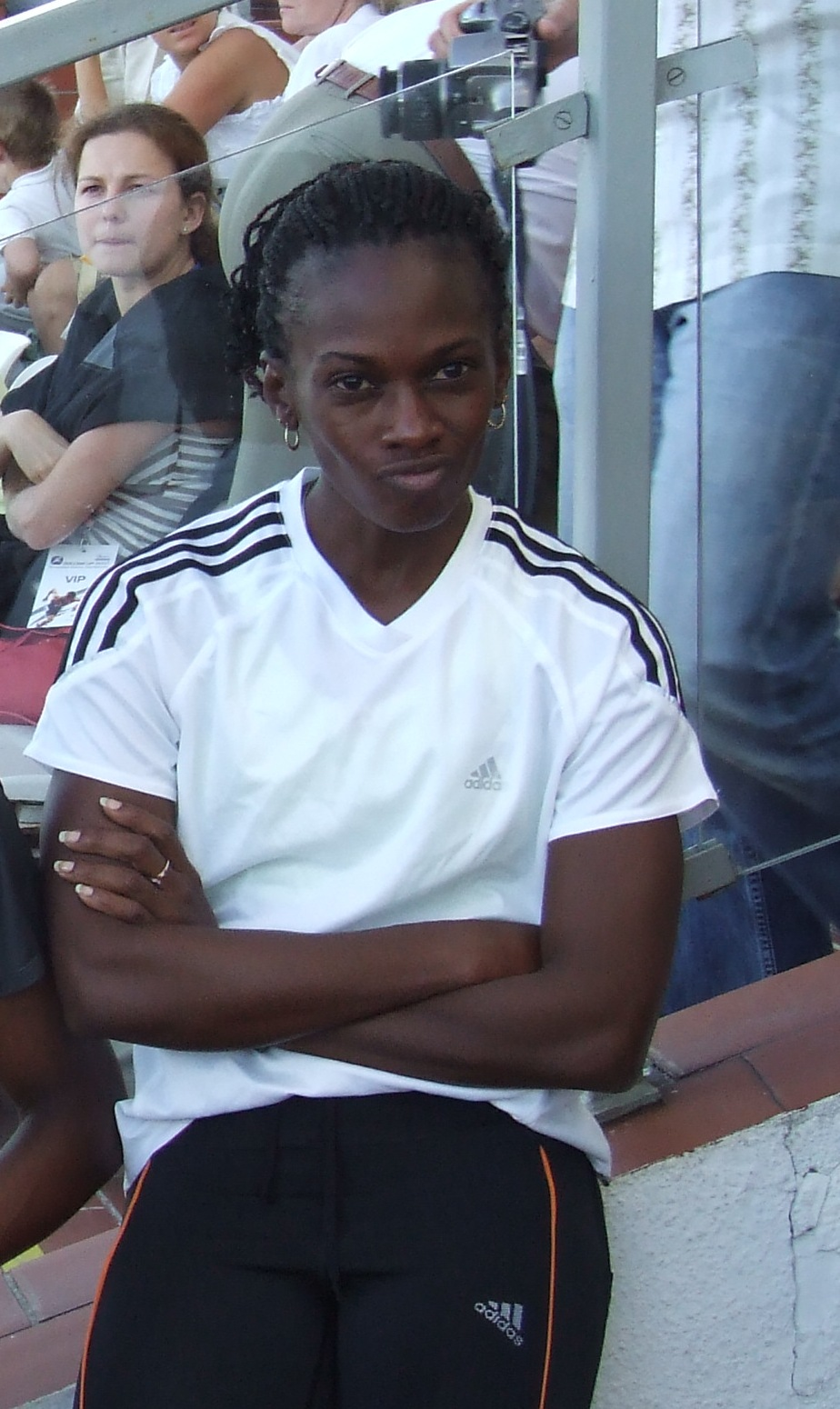
Andrea Blackett, Bydgoszcz 2007

Andrea Blackett (sinh ngày 24 tháng 1 năm 1976 tại Luân Đôn)  là một vận động viên người Barbados chuyên vượt rào 400 mét. Cô cũng là một trợ lý huấn luyện viên theo dõi phụ nữ tại trường cũ của cô, Đại học Rice.
Thành tích lớn nhất của cô về điền kinh là huy chương vàng mà cô giành được trong các chướng ngại vật 400 mét tại Đại hội Thể thao Khối thịnh vượng chung năm 1998 tại Kuala Lumpur  trong một thời gian kỷ lục trò chơi. Blackett đã được trao giải Ngôi sao dịch vụ của Jamaica và giải thưởng Nhân vật thể thao quốc gia của năm 1998 cho Barbados vì thành tích này.
Blackett đại diện cho Barbados trong sáu Giải vô địch thế giới của IAAF (1997-2007). Cô đủ điều kiện cho bốn lần cuối cùng và năm 1999 hoàn thành thứ tư. Cô đã tham gia Thế vận hội Sydney 2000, đủ điều kiện cho trận bán kết vượt rào 400m  và cô đã tham gia cuộc thi vượt rào 400m tại Thế vận hội Athens 2004. Andrea thậm chí đã thi đấu tại Edmonton năm 2001 và cả ở Paris năm 2003, nơi cô giành được vị trí thứ sáu. Cô cũng đã đại diện cho đất nước của mình tại Giải vô địch điền kinh trong nhà thế giới.
Cô cũng có năm huy chương từ Giải vô địch Trung Mỹ và Caribe và ba huy chương từ Đại hội Thể thao Trung Mỹ và Caribe. Blackett có thành tích tốt nhất cá nhân là 53,36 trong các chướng ngại vật 400m, ở Seville  cũng là một kỷ lục quốc gia đối với Barbados. Cô đã lập kỷ lục vượt rào 100m của Barbados là 13,39 vào năm 2003  tại Liège.

## Nghề nghiệp
Thời gian 4x400 mét của Andrea trong các sự kiện Đường đua và Sân vận động Quốc gia Trong nhà đã đưa Rice Owls đến danh hiệu quốc gia đầu tiên của họ vào năm 1997. Kết thúc cá nhân cao nhất của cô đã đạt được một nỗ lực ở vị trí thứ hai trong nội dung 400 mét vượt rào vào năm 1997. Blackett tốt nghiệp Đại học Rice năm 1997 với bằng cử nhân về nghiên cứu quản lý và tiếng Tây Ban Nha, và cô cũng có bằng thạc sĩ của Đại học Houston về quản lý khách sạn.
Cô cũng đã tham dự Đại hội Thể thao Khối thịnh vượng chung năm 2002 tại Manchester nhưng không thể giữ được danh hiệu của mình. Blackett đã xuất hiện trong bộ phim tài liệu Running for God năm 2003, theo sau những nỗ lực của cô để giành chiến thắng trong các trò chơi cùng với những người vượt rào Deon Hemmings và Natasha Danvers, và đức tin Kitô giáo của họ ảnh hưởng đến sự nghiệp của họ như thế nào.
Blackett cũng được chọn vào đội Bajan cho Thế vận hội 2008  nhưng bị loại vì chấn thương  và đã nghỉ hưu từ cuộc thi quốc tế.
Blackett hiện đã kết thúc những ngày hoạt động nhưng điều đó đã không ngăn cô tham gia huấn luyện cho Đội Theo dõi Phụ nữ của Đại học Rice  cũng như huấn luyện trước đây cho đội tuyển Barbados trong Thế vận hội Olympic Bắc Kinh 2008.

## Giải đấu quốc tế
| Năm                   | Giải đấu                                     | Địa điểm                           | Thứ hạng              | Nội dung              | Chú thích             |
| Representing Barbados | Representing Barbados                        | Representing Barbados              | Representing Barbados | Representing Barbados | Representing Barbados |
| --------------------- | -------------------------------------------- | ---------------------------------- | --------------------- | --------------------- | --------------------- |
| 1992                  | CARIFTA Games (U-17)                         | Nassau, Bahamas                    | 5th                   | 400 m                 | 58.04                 |
| 1993                  | CARIFTA Games (U-20)                         | Fort-de-France, Martinique         | 4th                   | 400 m                 | 56.40                 |
| 1993                  | CARIFTA Games (U-20)                         | Fort-de-France, Martinique         | 6th                   | 4x100 m relay         | 47.79                 |
| 1993                  | CARIFTA Games (U-20)                         | Fort-de-France, Martinique         | 3rd                   | 4x400 m relay         | 3:52.48               |
| 1994                  | CARIFTA Games (U-20)                         | Bridgetown, Barbados               | 6th                   | 400 m                 | 56.09                 |
| 1994                  | CARIFTA Games (U-20)                         | Bridgetown, Barbados               | 2nd                   | 400 m hurdles         | 61.29                 |
| 1994                  | CARIFTA Games (U-20)                         | Bridgetown, Barbados               | 3rd                   | 4x400 m relay         | 3:42.54               |
| 1994                  | CAC Junior Championships (U-20)              | Port of Spain, Trinidad and Tobago | 3rd                   | 400 m hurdles         | 62.1                  |
| 1994                  | World Junior Championships                   | Lisbon, Bồ Đào Nha                 | 22nd (h)              | 400m hurdles          | 63.52                 |
| 1995                  | CARIFTA Games (U-20)                         | George Town, Cayman Islands        | 2nd                   | 400 m hurdles         | 59.80                 |
| 1995                  | CARIFTA Games (U-20)                         | George Town, Cayman Islands        | 3rd                   | 4x400 m relay         | 3:40.16               |
| 1997                  | Central American and Caribbean Championships | San Juan, Puerto Rico              | 1st                   | 400 m hurdles         | 55.64 CR              |
| 1997                  | World Championships                          | Athens, Greece                     | 8th                   | 400 m hurdles         | 55.63                 |
| 1998                  | Central American and Caribbean Games         | Maracaibo, Venezuela               | 2nd                   | 400 m hurdles         | 54.61                 |
| 1998                  | Commonwealth Games                           | Kuala Lumpur, Malaysia             | 1st                   | 400 m hurdles         | 53.91                 |
| 1998                  | Commonwealth Games                           | Kuala Lumpur, Malaysia             | –                     | 4x400 m relay         | DNF                   |
| 1999                  | Central American and Caribbean Championships | Bridgetown, Barbados               | 1st                   | 400 m hurdles         | 56.87                 |
| 1999                  | Pan American Games                           | Winnipeg, Canada                   | 2nd                   | 400 m hurdles         | 53.98                 |
| 1999                  | Pan American Games                           | Winnipeg, Canada                   | 3rd                   | 4x400 m relay         | 3:30.72               |
| 1999                  | World Championships                          | Seville, Spain                     | 4th                   | 400 m hurdles         | 53.36 NR              |
| 1999                  | World Championships                          | Seville, Spain                     | 3rd (h)               | 4x400 m relay         | 3:34.37               |
| 2000                  | Olympic Games                                | Sydney, Australia                  | 7th (sf)              | 400 m hurdles         | 55.30                 |
| 2001                  | World Championships                          | Edmonton, Canada                   | 5th (h)               | 400 m hurdles         | 57.10                 |
| 2003                  | Central American and Caribbean Championships | St. George's, Grenada              | 3rd                   | 400 m hurdles         | 56.12                 |
| 2003                  | Pan American Games                           | Santo Domingo, Dominican Republic  | 3rd                   | 400 m hurdles         | 55.24                 |
| 2003                  | World Championships                          | Paris, France                      | 6th                   | 400 m hurdles         | 54.79                 |
| 2003                  | World Athletics Final                        | Monte Carlo, Monaco                | 2nd                   | 400 m hurdles         | 54.28                 |
| 2004                  | Olympic Games                                | Athens, Greece                     | 6th (h)               | 400 m hurdles         | 56.49                 |
| 2005                  | Central American and Caribbean Championships | Nassau, Bahamas                    | 2nd                   | 400 m hurdles         | 56.47                 |
| 2005                  | World Championships                          | Helsinki, Finland                  | 6th                   | 400 m hurdles         | 55.06                 |
| 2005                  | World Athletics Final                        | Monte Carlo, Monaco                | 5th                   | 400 m hurdles         | 55.25                 |
| 2007                  | Pan American Games                           | Rio de Janeiro, Brazil             | 5th                   | 400 m hurdles         | 56.02                 |
| 2007                  | World Championships                          | Osaka, Japan                       | 5th (h)               | 400 m hurdles         | 57.70                 |

## Thành tích cá nhân tốt nhất
- 400 mét - 54,01 giây (2006)
- Vượt rào 400 mét - 53,36 giây (1999)
- Vượt rào 100 mét - 13,17 giây (2000) [2]